# 支塘姚厅
支塘姚厅，位于江苏省苏州市常熟市支塘镇东街姚家角嘴，集贤桥东首，建于明崇祯年间。现存大厅内彩绘、木雕古朴。2007年6月公布为市级文物保护单位。2019年3月20日公布为第八批江苏省文物保护单位。